# Banu Hanifa
Banû Hanifa (en arabe : بَنِي حَنِيفَةَ) est une tribu arabe d'Arabie.

## Histoire
Selon certaines sources, les Banu Hanifa émigrent à une date indéterminée du Hedjaz dans l'ouest de l'Arabie vers la région d'al-Yamâma. Ils sont initiallement liés à la tribu des Banu Bakr mais ne participent pas avec eux à la bataille de Dhi Qar qui se déroule vers 602-611,.
Lors de la période pré-islamique et après l'Hégire, la région d'Al-Yamâma est peuplée de membres des Banu Hanifa. Une partie conserve une vie nomade alors qu'une autre fait de l'agriculture, cultivant principalement des dattes et des céréales (blé et orge). Le massif montagneux voisin du djebel Tuwaiq abrite aussi de nombreuses mines (or, argent, antimoine, sel) dont l'exploitation enrichit les populations. Certains membres des Banu Hanifa sont païens, d'autres chrétiens. Les Banu Hanifa assurent aussi la protection et la conduite des caravanes perses qui voyagent entre le Yémen et l'Iraq sassanide. Cette expansion géographique et économique provoque des tensions et des batailles avec les Banu Tamim. Les Banu Hanifa reconnaissent la suzeraineté des Lakhmides et entretiennent des relations avec l'Empire sassanide.
Vers 600, le chef des Banu Hanifa est Katada ben Maslama. Hawdha ben Ali (en), probablement chrétien, lui succède. Thumama ben Uthal (en) est parfois présenté comme le successeur de Hawdha ben Ali. Il aurait été capturé par les troupes de Mahomet, le prophète de l'islam, lors de l'expédition de Muhammad ibn Maslamah en 627.
Une délégation de membres de la tribu, dont Musaylima al-Hanafi, se rend à Médine pour rencontrer Mahomet. À leur retour de Médine, Musaylima renonce à l'islam et se déclare lui aussi prophète. Les membres de la tribu sont autorisés à boire de l'alcool et à ne pas prier. Thumama ben Uthal, libéré et converti à l'islam, s'oppose à Musaylima.
À la mort de Mahomet en 632, les troupes musulmanes du calife Abou Bakr As-Siddiq se lancent dans les « guerres d'apostasie » contre certaines tribus arabes qui n'acceptent pas le nouveau calife, refusent de lui payer un impôt et suivent d'autres chefs religieux. Les troupes attaquent al-Yamâma, défendu par les Banu Hanifa et tuent Musaylima en décembre 632 lors d'une bataille.
En raison de leur soutien à un prophète concurrent et vaincu, les Banu Hanifa sont très rarement mentionnés dans par les auteurs musulmans médiévaux, ou de manière négative. La sîra de Mahomet, une biographie de ce dernier, décrit les habitants d'al-Yamâma (donc les Banu Hanifa) comme des bédouins simplets,.
Najda ibn Amir al-Hanafi, né vers 655, est membre des Banu Hanifa. Il est kharidjite et développe sa propre branche du kharidjisme (Najadat). Il participe à la Deuxième Fitna contre le Califat omeyyade et meurt en 691.
En 865, Ismaïl al-Ukhaïdhir, de la tribu des Banu al-Ukhaïdhir, prend le contrôle d'une partie du Hedjaz, dont La Mecque. Il meurt en 866 et son frère, Mohammed al-Ukhaïdhir (né en 825 ou 826), lui succède à la tête de la tribu. Toutefois, le calife abbasside Al-Mutazz envoie des soldats de l'Ushrusaniyya (en) les déloger de La Mecque et les Al-Ukhaïdhir s'enfuient vers Al-Yamâma où ils s'établissent et fondent un émirat. Cette arrivée des Banu al-Ukhaïdhir provoque l'exil des Banu Hanifa. Cet exil est aussi lié à l'épuisement des mines de la région et la baisse de l'activité commerciale qui en découle.
Salmane ben Abdelaziz Al Saoud, alors prince héritier, déclare que les ancêtres de la famille Al-Saoud font partie des Banu Hanifa.